# 中西旭
中西 旭（なかにし あきら、1905年（明治38年）7月15日 - 2005年（平成17年）1月22日）は中央大学名誉教授、商学博士、公認会計士、神社本庁教学顧問、神道国際学会会長などを勤めた。

## 略歴
明治38年（1905年）、東京市赤坂区青山生まれ。府立一中を経て、昭和3年（1928年）、東京商科大学（現、一橋大学）本科卒業。昭和6年（1931年）、國學院大學道義学部卒業。
昭和11年（1936年）には台湾総督府台北高等商業学校教授に就任した。昭和13年（1938年）、台湾総督府国民精神研修所指導官に就任。
昭和21年（1946年）1月に終戦により台湾より引き揚げる。昭和23年（1948年）4月、中央大学商学部教授に就任した。
昭和51年（1976年）3月、中央大学を定年退職し、同大学より名誉教授の称号を得る。平成元年（1989年）9月には神社本庁教学顧問に就任。平成6年（1994年）、神道国際学会会長に就任。
平成17年（2005年）1月22日、数え年101歳にて逝去した。